# Palais de justice de Vesoul
Le palais de justice de Vesoul est  un bâtiment administratif situé 4 place du Palais dans le centre ancien de Vesoul dans la Haute-Saône. Il est le siège du tribunal de grande instance départemental depuis 2010, dénommé tribunal judiciaire à compter du 1er janvier 2020.

## Localisation
Le palais de Justice fut construit à l’emplacement de l’ancienne halle de marché, qui longeait alors la Grand-Rue. Le bâtiment fut édifié en retrait de la rue, afin de créer une place jugée vitale à la cité.
L’hôtel Pétremand, situé à la gauche du Palais de Justice, a été dessiné de façon à créer un ensemble architectural cohérent. De styles très différents, les deux bâtiments s’associent à merveille. La fontaine à obélisque, nouvellement édifiée dans le style de l’époque, renforce la cohérence de l’ensemble.

## Histoire

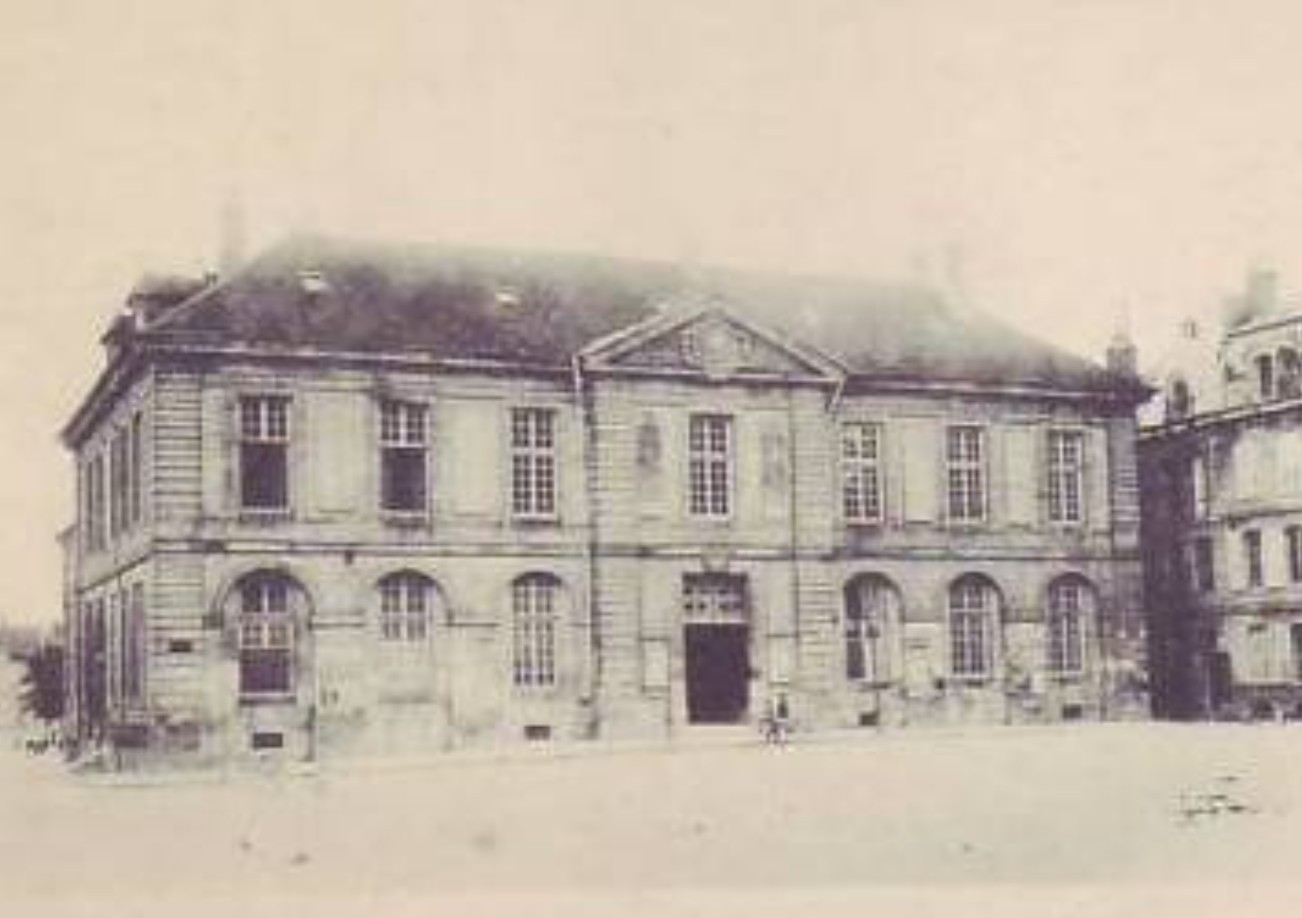
Le palais de justice - Carte postale datée de 1900

Le palais est construit de 1765 à 1771 sur les plans de Charles-François Longin, architecte de la Ville de Besançon.
La première pierre est posée par Charles André de Lacoré, intendant de Franche-Comté. Il a certainement été modifié ensuite car la pente des toits ne correspond pas à celle des plans anciens.
Devant la façade latérale du palais (rue Leblond), a lieu l'une des dernières exécutions publiques en Franche-Comté le 6 avril 1914.
Il fait l'objet d'une inscription au titre des monuments historiques par arrêté du 7 décembre 1976.
La bâtiment a fait l'objet d'une rénovation importante à compter de 2015 qui a conduit au déménagement du tribunal de grande instance place du 11ème chasseur. Le nouveau palais a rouvert au public début février 2020 accueillant le nouveau tribunal judiciaire.

## Architecture
Le palais renferme notamment un escalier intérieur avec rampe en fer forgé et une salle d'audience avec son décor de boiserie.

## Galerie

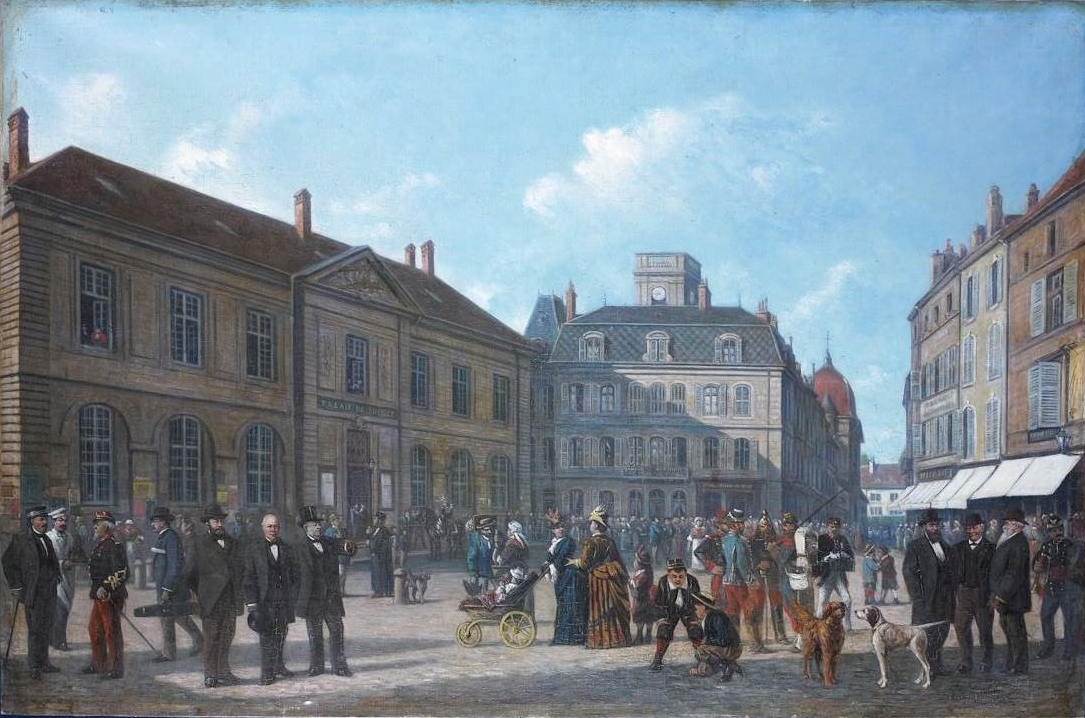
Tableau de Henry Blandin de 1886.
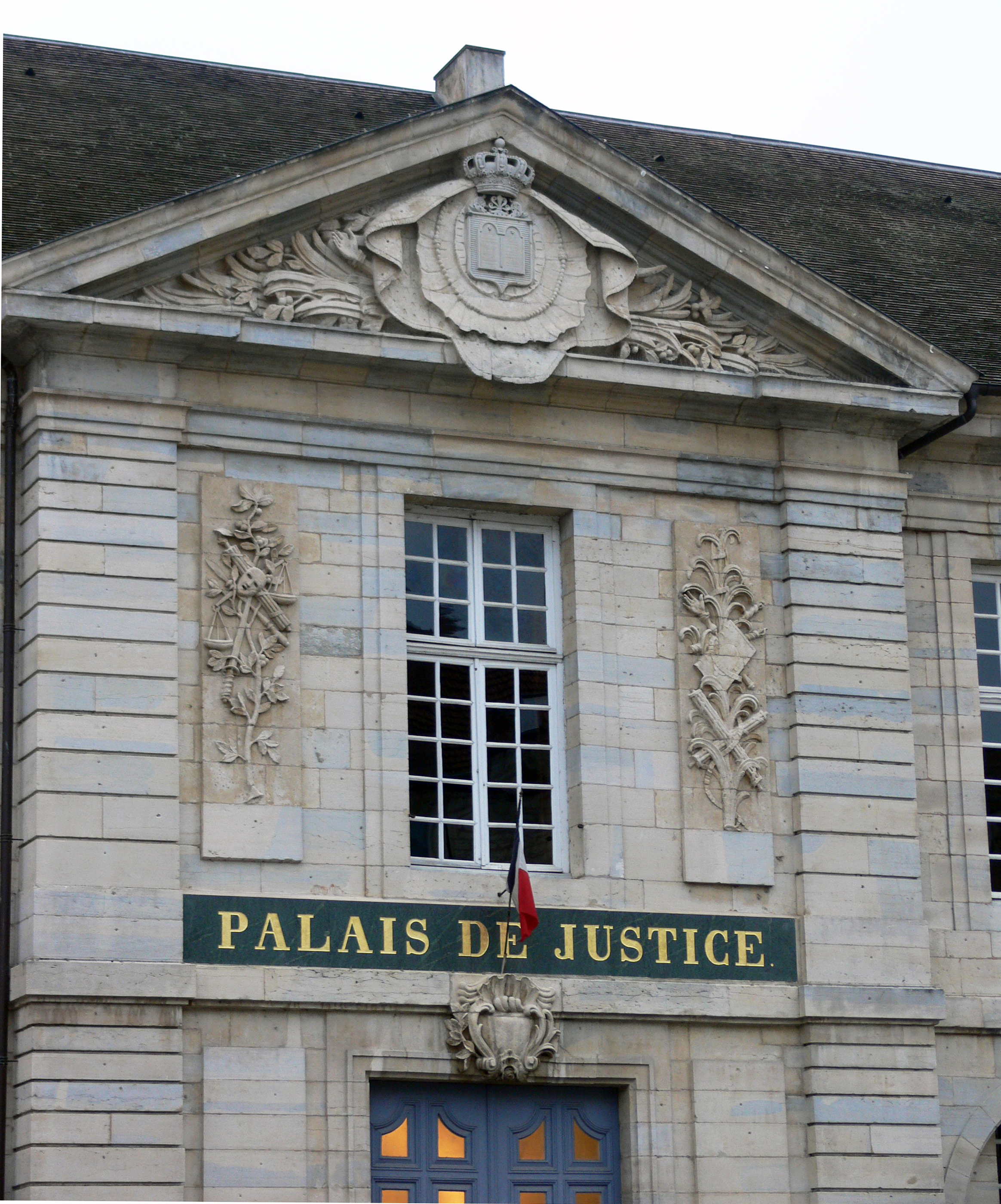
Façade et fronton.

## La justice en Haute-Saône
Le tribunal judiciaire occupe l'édifice historique de la province du bailliage d'Amont, présent de 1333 à la révolution française. Vesoul, capitale du bailliage d'Amont, est choisie comme préfecture du nouveau département de la Haute Saône en 1790. La justice est longtemps présente dans les plus grandes villes du département : tribunal de grande instance à Gray supprimé en 1982, tribunal de grande instance de Lure supprimé en 2010 et un tribunal de grande instance à Vesoul qui subsiste.
La justice de Paix compétente pour les petits délits et les affaires civiles de faible montant est présente à Gray, Luxeuil, Lure et Vesoul. La réforme des tribunaux d'instance ne laissera subsister que le tribunal d'instance de Lure et celui de Vesoul, dénommés désormais chambre de proximité. La justice commerciale a été réorganisée en fusionnant avec le tribunal de commerce de Vesoul celui de Gray en 1996 et celui de Lure en 2010.
Le décret n° 2008-145 du 15 février 2008 porte la réforme de carte judiciaire conduite par la Garde des Sceaux, ministre de la justice Rachida Dati et entraîne la disparition du tribunal de grande instance de Lure, fusionné avec celui de Vesoul, et la suppression du tribunal de commerce de Lure et du tribunal d'instance de Gray.
La loi du 23 mars 2019 de programmation 2018-2022 et de réforme pour la justice prévoit, à compter du 1er janvier 2020, la fusion des tribunaux de grande instance (TGI) et des tribunaux d’instance au sein du tribunal judiciaire, de la création des chambres de proximité et du juge des contentieux de la protection remplaçant le juge d'instance, et fusion des greffes des tribunaux judiciaires et des conseils de prud’hommes. Le tribunal départemental est dirigé par Claire Marie Casanova, présidente et Emmanuel Dupic, procureur de la République de la Haute-Saône. Ce dernier a suivi l'enquête judiciaire relative à l'affaire Daval du nom d'Alexia Daval retrouvée assassinée dans une forêt près de Gray en octobre 2017, qui a marqué le département,.

## Personnalités

### Juges
- Claude-Christophe Gourdan
- Claude-Antoine Bolot
- Nicolas Galmiche, vice-président du tribunal civil en 1814.